# ATPC
ATPC o A.T.P.C. (acronimo di Alta Tensione Produzioni Clandestine) è un gruppo hip hop italiano. Il duo, originario di Torino, era inizialmente conosciuto semplicemente come Alta Tensione, ed è costituito da Rula (all'anagrafe Filippo Brucoli) e Sly (Gianluca Correggia), entrambi nati nel 1972.

## Storia
Dalla prima metà degli anni novanta, nel panorama hip hop italiano, il duo esordisce con l'album Eureka, pubblicato nel 1994 di produzione musicale di dj basic bass (Devastatin Posse).
Quattro anni dopo, esce il secondo album, dal titolo Anima e corpo. All'interno di questo progetto, in cui collaborano con artisti locali come Tsu, Maury B e Gente Guasta, realizzano il brano Sulla Mia Pelle con il giovane cantante Tiziano Ferro.
Nel 2000 gli ATPC pubblicano l'album Nel Bene e nel Male.
Nel 2004 esce Idem, che comprende partecipazioni di Boris (Tribà), Bassi Maestro, Africa Unite, Tormento e altri artisti della Suite Foundation. Quest'ultimo progetto li vede più maturi rispetto alle precedenti produzioni e consente loro un salto di qualità a livello di esposizione mediatica e di live. Sono presenti con una traccia in 60 Hz.
Con i singoli Movida e Se Fossi in te, gli ATPC partecipano inoltre a tutte le tappe del "TimTour 2005" toccando buona parte della penisola italiana. All'album Idem segue a ruota il progetto Re-idem, in cui i migliori produttori hip hop remixano i brani del precedente lavoro.
Durante la loro carriera, si sono sempre dedicati al supporto e allo sviluppo della cultura hip hop italiana fondando La Suite Records, producendo vari gruppi emergenti quali OneMic, Principe, DJ Fede, Palla & Lana, Tsu e altri. Inoltre hanno dato vita a progetti importanti come 50 Mc’s, Suite Foundation e Sopravvissuti. La loro partecipazione a svariati mixtapes, compilation e progetti a livello nazionale li ha resi uno tra i gruppi più influenti del rap italiano.
Gli ATPC gestiscono inoltre Hip Hop City, un negozio di dischi e abbigliamento, diventato un vero punto di riferimento per i devoti del genere nella città di Torino.
Il 25 settembre 2009 esce il loro album dal titolo Solido, anticipato dall'omonimo singolo.
Nel mese di ottobre 2010 il gruppo fa uscire due mixtape scaricabili in esclusiva dal loro Myspace ufficiale chiamati The Lost Files 1 e The Lost Files 2, per festeggiare il loro ventesimo anniversario sulla scena. Il primo volume contiene inediti o comparse su mixtape degli ATPC dal 1990 al 2000, più un inedito del 2010 dal titolo C'ho una fissa. Il secondo volume contiene sempre inediti o comparse su mixtape del duo dal 2000 al 2010.
Gli artisti annunciano in seguito su Facebook che, a seguire al progetto The Lost Files, ci sarà un nuovo street-album targato ATPC entro la fine del 2010.
A inizio 2011 gli ATPC annunciano l'uscita del loro nuovo street-album intitolato Adesso, che comprende varie collaborazioni e segna una svolta nel loro stile musicale, capace di adeguarsi anche alle sonorità più moderne come il new style hip-hop.
Verso la fine del 2011, pubblicano un nuovo street album di nuovo in download gratuito e, a seguire, un album vero e proprio che ripercorrerà tutto il loro cammino musicale dall'inizio ad adesso.
Nel 2013 esce l'ultimo disco Veramente.

## Risultati al 2theBeat
- 2004: nella seconda serata Rula batte Ramtzu ed esce in semifinale contro Turi

## Discografia

### Da solisti

#### Album in studio
- 1994 - Eureka
- 1998 - Anima e corpo
- 2000 - Nel bene e nel male
- 2004 - Idem
- 2009 - Solido
- 2011 - Adesso
- 2013 - Veramente

#### Album di remix
- 2005 - Re-Idem

#### Mixtape
- 1997 - 50 eMCee's vol. 1
- 1998 - 50 eMCee's vol. 2
- 2010 - The Lost Files vol. 1
- 2010 - The Lost Files vol. 2

### Con la Suite Foundation
- 1999 - L'E.P.